# Leo Dannin
Leo Dannin (26. marts 1898 i København – 15. september 1971 på Frederiksberg) var en dansk fodboldlandsholdsspiller og landsretssagfører.
Dannin var søn af cigaretfabrikant Heymann Abraham Dannin (født 1860 Tukums i Rusland, død 1919) og hustru Ida f. Friedmann (født 1870 i Wladislawowo i Rusland). 
Dannin blev student fra Skt. Jørgens Gymnasium i 1916, læste jura på Københavns Universitet, blev cand.jur. i 1923 og landsretssagfører i 1927. I 1928 indgik han ægteskab med Ingeborg Dannin, f. Larsen.
Han opbyggede gennem sit arbejde som landsretssagfører med virke specielt inden for ejendomssektoren en betydelig kapital. I en årrække samarbejdede han med arkitekten Ole Hagen, og de profiterede begge stort på efterkrigstidens byggeboom. Han var formand for bestyrelsen for en række ejendomsselskaber bl.a. Uppsalahus, Tavastehus og Bærumhus på Frederiksberg.
I sin fodboldkarriere spillede Dannin - en hurtig og teknisk betonet højre wing - for KB i perioden 1917-1925 og vandt med sin klub det danske mesterskab i 1918, 1922 og 1925. Han debuterede på fodboldlandsholdet i 1920 i en venskabskamp i Amsterdam mod Holland, som Danmark tabte 0-2. Samme år deltog han ved OL i Antwerpen, hvor det danske landshold blev elimineret allerede i første runde efter et nederlag på 0-1 til Spanien. Han opnåede i alt at spille ni landskampe. Den sin sidste landskamp i 1922 var som debuten en venskabskamp mod Holland i Amsterdam, som Danmark tabte 0-2. Hans karriere som aktiv fodboldspiller fik en brat afslutning med en alvorlig knæskade, som han pådrog sig i en kamp, hvor fodboldsammenslutningen Stævnet mødte den engelske klub Huddersfield.
Dannin, som var jøde, var i 1943 tvunget til at flygte til Sverige, hvor han blev leder af et dansk idrætskontor, der blandt andet arrangerede to fodboldturneer gennem Sverige i sommeren 1944.
Han havde efter fodboldkarrieren en række poster som idrætsleder: 
- Medlem af bestyrelsen for KB fra 1928, kasserer fra 1929, æresmedlem 1951.
- Medlem af KB Hallens forretningsudvalg fra 1938.
- Medlem af bestyrelsen for Dansk Boldspil Union fra 1936, kasserer fra 1950.
- Leder af idrætskontoret under det danske gesandtskabs flygtningekontor i Stockholm 1943-1945.
- Medlem af Dansk Idræts-Forbunds propagandaudvalg (formand fra 1954) og af bane- og anlægsudvalget fra 1953.
- Formand for DBUs hjælpefond fra 1953.
- Medlem af bestyrelsen for fodboldsammenslutningen "Stævnet" 1933-1944 og 1946-1953, heraf de sidste tre år som formand [3]

Han modtog Dansk Idræts Forbunds ærestegn 1953 og Dansk Boldspil Unions guldnål 1956.
Ingeborg og Leo Dannins Legat for Videnskabelig Forskning blev stiftet i 1978. Legatet deles ud hvert år i to portioner til støtte for forskning inden for lægevidenskab, tandlægevidenskab, naturvidenskab og teknik. Legatet er på 250.000 kr. 